# Mill City
Mill City és una població dels Estats Units a l'estat d'Oregon. Segons el cens del 2000 tenia 1.537 habitants.

## Demografia
Segons el cens del 2000, Mill City tenia 1.537 habitants, 565 habitatges, i 422 famílies. La densitat de població era de 751,2 habitants per km².
Dels 565 habitatges en un 35,6% hi vivien nens de menys de 18 anys, en un 60% hi vivien parelles casades, en un 11% dones solteres, i en un 25,3% no eren unitats familiars. En el 20,4% dels habitatges hi vivien persones soles el 8% de les quals corresponia a persones de 65 anys o més que vivien soles. El nombre mitjà de persones vivint en cada habitatge era de 2,72 i el nombre mitjà de persones que vivien en cada família era de 3,13.
Per edats la població es repartia de la següent manera: un 30,1% tenia menys de 18 anys, un 7,7% entre 18 i 24, un 26,7% entre 25 i 44, un 22,2% de 45 a 60 i un 13,3% 65 anys o més.
L'edat mediana era de 36 anys. Per cada 100 dones de 18 o més anys hi havia 96,9 homes.
La renda mediana per habitatge era de 32.321$ i la renda mediana per família de 36.736$. Els homes tenien una renda mediana de 30.197$ mentre que les dones 20.625$. La renda per capita de la població era de 14.595$. Aproximadament el 10% de les famílies i el 13% de la població estaven per davall del llindar de pobresa.

## Poblacions més properes
El següent diagrama mostra les poblacions més properes.